# Стрільба на літніх Олімпійських іграх 2000
Змагання з стрільби на літніх Олімпійських іграх 2000 в Сіднеї тривали з 16 до 23 вересня в Сіднейському міжнародному стрілецькому центрі. Розіграно 17 комплектів нагород.

## Медальний залік

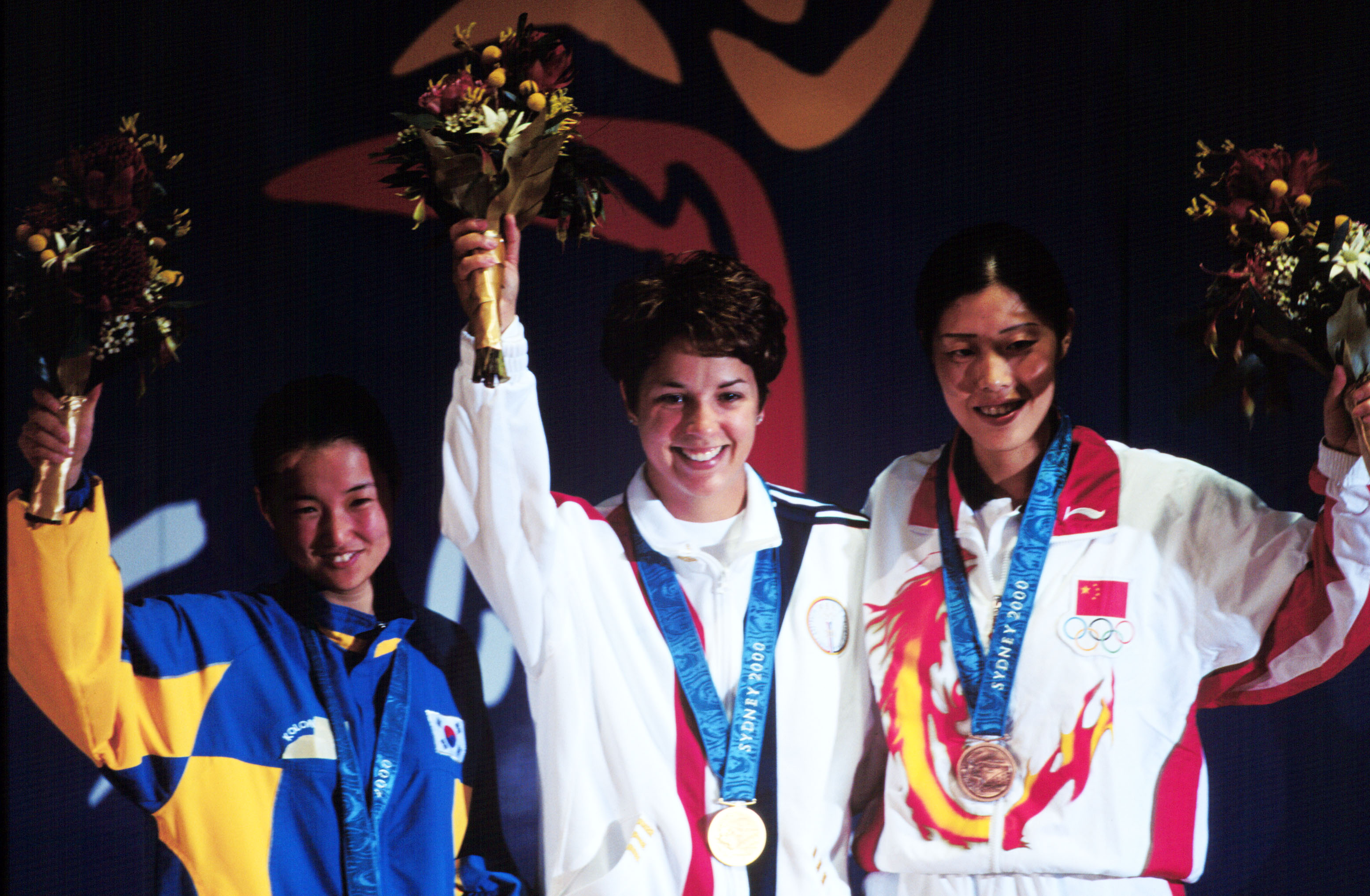
пневматична гвинтівка, 10 метрів (жінки): Ненсі Джонсон (у центрі), Кан Чхо Хьон (ліворуч) і Ґао Цзин (праворуч) здобули перші медалі Олімпійських ігор 2000.

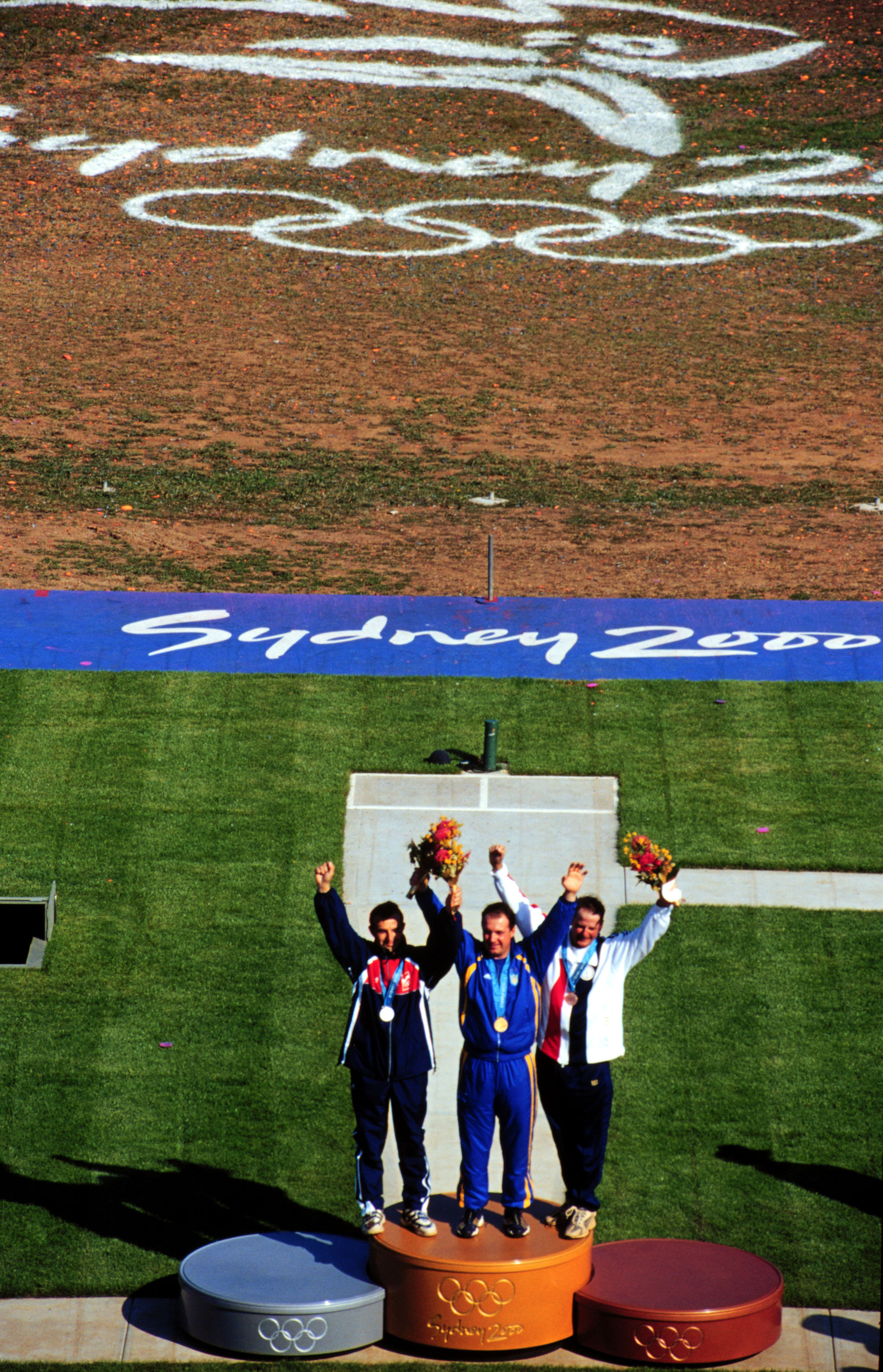
скит (чоловіки): Микола Мільчев (у центрі), Петр Малек (ліворуч) і Джеймс Ґрейвз (праворуч) здобули останні медалі Сіднея в Стрільбі.

### Таблиця медалей
| Місце                | Країна                | Золото | Срібло | Бронза | Загалом |
| -------------------- | --------------------- | ------ | ------ | ------ | ------- |
| 1                    | Китай (CHN)           | 3      | 2      | 3      | 8       |
| 2                    | Болгарія (BUL)        | 2      | 0      | 0      | 2       |
| 2                    | Швеція (SWE)          | 2      | 0      | 0      | 2       |
| 4                    | Росія (RUS)           | 1      | 3      | 2      | 6       |
| 5                    | Австралія (AUS)       | 1      | 1      | 1      | 3       |
| 6                    | Велика Британія (GBR) | 1      | 1      | 0      | 2       |
| 6                    | Франція (FRA)         | 1      | 1      | 0      | 2       |
| 8                    | США (USA)             | 1      | 0      | 2      | 3       |
| 9                    | Азербайджан (AZE)     | 1      | 0      | 0      | 1       |
| 9                    | Литва (LTU)           | 1      | 0      | 0      | 1       |
| 9                    | Польща (POL)          | 1      | 0      | 0      | 1       |
| 9                    | Словенія (SLO)        | 1      | 0      | 0      | 1       |
| 9                    | Україна (UKR)         | 1      | 0      | 0      | 1       |
| 14                   | Білорусь (BLR)        | 0      | 1      | 3      | 4       |
| 15                   | Італія (ITA)          | 0      | 1      | 1      | 2       |
| 15                   | Чехія (CZE)           | 0      | 1      | 1      | 2       |
| 17                   | Данія (DEN)           | 0      | 1      | 0      | 1       |
| 17                   | Молдова (MDA)         | 0      | 1      | 0      | 1       |
| 17                   | Південна Корея (KOR)  | 0      | 1      | 0      | 1       |
| 17                   | Фінляндія (FIN)       | 0      | 1      | 0      | 1       |
| 17                   | Швейцарія (SUI)       | 0      | 1      | 0      | 1       |
| 17                   | Югославія (YUG)       | 0      | 1      | 0      | 1       |
| 23                   | Кувейт (KUW)          | 0      | 0      | 1      | 1       |
| 23                   | Норвегія (NOR)        | 0      | 0      | 1      | 1       |
| 23                   | Румунія (ROU)         | 0      | 0      | 1      | 1       |
| 23                   | Угорщина (HUN)        | 0      | 0      | 1      | 1       |
| Загалом (26 збірних) | Загалом (26 збірних)  | 17     | 17     | 17     | 51      |

### Чоловіки
| Дисципліни                            | Золото                         | Срібло                     | Бронза                     |
| ------------------------------------- | ------------------------------ | -------------------------- | -------------------------- |
| Гвинтівка з трьох положень, 50 метрів | Раймонд Дебевець · Словенія    | Юга Гірві · Фінляндія      | Гаралд Стенвоґ · Норвегія  |
| Гвинтівка лежачи, 50 метрів           | Юнас Едман · Швеція            | Торбен Ґріммель · Данія    | Сергій Мартинов · Білорусь |
| Пневматична гвинтівка, 10 метрів      | Цай Ялінь · Китай              | Артем Хаджибеков · Росія   | Євген Алейников · Росія    |
| Пістолет, 50 метрів                   | Таню Киряков · Болгарія        | Ігор Басинський · Білорусь | Мартін Тенк · Чехія        |
| Швидкісний пістолет, 25 метрів        | Сергій Аліфіренко · Росія      | Мішель Ансерме · Швейцарія | Юліан Райча · Румунія      |
| Рневматичний пістолет, 10 метрів      | Франк Дюмулен · Франція        | Ван Їфу · Китай            | Ігор Басинський · Білорусь |
| Трап                                  | Майкл Даймонд · Австралія      | Іян Піл · Велика Британія  | Джованні Пелльєло · Італія |
| Дубль-трап                            | Річард Фолдс · Велика Британія | Расселл Марк · Австралія   | Фехаїд Аль-Діхані · Кувейт |
| Скит                                  | Микола Мільчев · Україна       | Петр Малек · Чехія         | Джеймс Ґрейвз · США        |
| Рухома мішень, 10 метрів              | Ян Лін · Китай                 | Олег Молдован · Молдова    | Ню Чжиюань · Китай         |

### Жінки
| Дисципліни                            | Золото                               | Срібло                        | Бронза                       |
| ------------------------------------- | ------------------------------------ | ----------------------------- | ---------------------------- |
| Гвинтівка з трьох положень, 50 метрів | Рената Мауер-Ружанська · Польща      | Тетяна Голдобіна · Росія      | Марія Феклістова · Росія     |
| Пневматична гвинтівка, 10 метрів      | Ненсі Джонсон · США                  | Кан Чхо Хьон · Південна Корея | Ґао Цзин · Китай             |
| Пістолет, 25 метрів                   | Марія Гроздева · Болгарія            | Тао Луна · Китай              | Лоліта Євглевська · Білорусь |
| Пневматичний пістолет, 10 метрів      | Тао Луна · Китай                     | Ясна Шекарич · Югославія      | Еннмарі Фордер · Австралія   |
| Трап                                  | Дайна Гудзіневічюте · Литва          | Дельфін Рео · Франція         | Ґае Е · Китай                |
| Дубль-трап                            | Пія Гансен · Швеція                  | Дебора Гелізіо · Італія       | Кімберлі Род · США           |
| Скит                                  | Земфіра Мефтахетдінова · Азербайджан | Світлана Дьоміна · Росія      | Діана Ігай · Угорщина        |

## Країни-учасниці
Змагалися 408 стрільців (262 чоловіки і 146 жінок) зі 103-х країн:
| - Албанія (1) - Андорра (1) - Ангола (1) - Аргентина (4) - Вірменія (1) - Австралія (23) - Австрія (4) - Азербайджан (2) - Бангладеш (1) - Барбадос (1) - Білорусь (12) - Бельгія (1) - Боснія і Герцеговина (2) - Бруней (1) - Болгарія (6) - Канада (9) - Чилі (2) - Китай (21) - Китайський Тайбей (1) - Колумбія (3) - Хорватія (2) |  | - Куба (6) - Кіпр (3) - Чехія (9) - Данія (4) - Еквадор (1) - Єгипет (8) - Сальвадор (1) - Естонія (1) - Фінляндія (7) - Франція (12) - Грузія (2) - Німеччина (20) - Велика Британія (6) - Греція (2) - Гватемала (3) - Гонконг (1) - Угорщина (7) - Ісландія (1) - Індія (3) - Іран (1) |  | - Ірландія (3) - Ізраїль (2) - Італія (15) - Японія (9) - Йорданія (1) - Казахстан (6) - Кувейт (5) - Киргизстан (2) - Латвія (2) - Ліван (1) - Ліхтенштейн (1) - Литва (1) - Македонія (1) - Малайзія (1) - Мальта (1) - Мексика (1) - Молдова (1) - Монако (1) - Монголія (3) - Намібія (1) - Непал (1) |  | - Нідерланди (3) - Нідерландські Антильські острови (1) - Нова Зеландія (7) - Нікарагуа (1) - КНДР (1) - Норвегія (5) - Оман (1) - Пакистан (1) - Панама (1) - Перу (2) - Філіппіни (1) - Польща (5) - Португалія (3) - Пуерто-Рико (2) - Катар (1) - Румунія (3) - Росія (21) - Сан-Марино (2) - Саудівська Аравія (1) - СР Югославія (6) |  | - Сінгапур (1) - Словаччина (3) - Словенія (3) - Південно-Африканська Республіка (3) - Південна Корея (8) - Іспанія (4) - Шрі-Ланка (2) - Швеція (6) - Швейцарія (3) - Сирія (1) - Тайланд (2) - Туреччина (2) - Туркменістан (1) - Україна (6) - Об'єднані Арабські Емірати (2) - США (28) - Віргінські Острови (2) - Уругвай (1) - Узбекистан (3) - Венесуела (2) - В'єтнам (1) |